# Поймать Санту
Поймать Санту (англ. Santa Hunters) — американский телевизионный фильм канала Nickelodeon. Премьера фильма состоялась 28 ноября 2014 года в США.

## Сюжет
Чтобы доказать всему миру, что Санта-Клаус действительно существует, девятилетний Алекс и его двоюродные брат и сестра Ричард и Зоуи решают поймать его с поличным. Но беда в том, что если Санта будет рассекречен, он лишится магических сил, и тогда рождественское волшебство может исчезнуть навсегда…

## В ролях
- Бенжамин Флорес мл. — Алекс
- Бреанна Иде — Зоуи
- Мейс Коронел — Ричард
- Лайя ДеЛеон Хэйес — Элизабет
- Донаван Стинсон — Санта
- Келли Перин — дядя Чарли
- Эйприл Телек — Наташа
- Бренда Кричлоу — Мама
- Вив Ликок — Папа
- Б.Дж. Харрисон — Бабушка
- Элвин Сандерс — Дедушка

## Отзывы
Commonsensemedia дал этому фильму две звезды, так как они считали, что это «довольно обыденное дополнение к празднику с классикой и традиционными фаворитами». Газета «Нью-Йорк таймс» (англ. The New York Times) дала более благоприятное мнение о фильме и похвалила актёрское мастерство Бреанны Иде.

### Награды
- Leo Award for Best Youth or Children’s Program or Series (2015, выиграл)[4]